# František Forst
František Forst (2. června 1891 Švabín, dnes součást Zbiroha – 12. dubna 1960 Příbram) byl český hudební skladatel.

## Život
František Forst byl synem Jan Forsta, varhaníka a ředitele kůru v poutním kostele Panny Marie na Svaté Hoře u Příbramě. Otec byl skladatelem chrámové hudby. Jeho četné skladby však zůstaly v rukopise. Základy hudebního vzdělání tak získal v rodině. Vystudoval učitelský ústav v Českých Budějovicích a vykonal státní zkoušky z klavíru, varhan, houslí a zpěvu. Pokračoval studiem skladby u Vítězslava Nováka a Leoše Janáčka.
V roce 1920 se stal učitelem hudby na učitelském ústavu v Hořovicích a sbormistrem tamního pěveckého sdružení Slavík. Od roku 1924 působil jako profesor učitelského ústavu v Příbrami. Za okupace byl nucen odejít do výslužby. Po osvobození se na ústav vrátil a byl jeho ředitelem až do roku 1951, kdy odešel do důchodu. Kromě pedagogické činnosti na učitelském ústavu byl i ředitelem městské hudební školy a dirigentem Příbramské filharmonie. Věnoval se i koncertní činnosti jako klavírní doprovazeč a četnými přednáškami pro školy i širokou veřejnost se zasloužil o popularizaci vážné hudby.
Zanechal řadu chrámových skladeb v rukopise. Věnoval se sbírání a úpravám hornických písní z Příbramska. Po roce 1945 psal i estrádní hudbu.
Zemřel roku 1960 v Příbrami a pohřben byl na zdejším městském hřbitově.

## Dílo (výběr)

### Orchestrální skladby
- Předehra k pohádce (1920)
- Svatební suita (1921)
- Vítězný máj
- Tři estrádní polky (1955)
- 16 dělnických a revolučních písní pro sóla, sbor a orchestr

### Chrámové skladby
- Korunovační mše
- Stabat Mater
- Requiem a řada dalších

### Komorní hudba
- Miniatury pro housle a klavír (1925)
- Lásky sen pro housle a klavír

### Písně
- Hornické písně (1925)
- Volání z dálek (1931)
- Mimosa

### Instruktivní literatura
- Etudy pro housle (1926)
- Klavírní etudy
- 500 národních a umělých písní pro školy národní (1937)
- Seznam děl v Souborném katalogu ČR, jejichž autorem nebo tématem je František Forst